# Framnæs Mekaniske Værksted
O estaleiro Framnæs (Framnæs mekaniske Værksted) foi uma antiga empresa de construção e engenharia naval norueguesa com sede em Sandefjord, no condado de Vestfold, Noruega. Originalmente fortemente ligada à indústria baleeira, nos últimos anos entrou em construção naval mais versátil, incluindo plataformas e módulos para o negócio offshore. Foi constituída em 1898 e foi fechada em 1986.

## Navios construídos
Os navios mais conhecidos hoje construídos no estaleiro incluem:
- Jason
- Godthaab
- Endurance
- Christian Radich
- Viking